# 자크 마랭

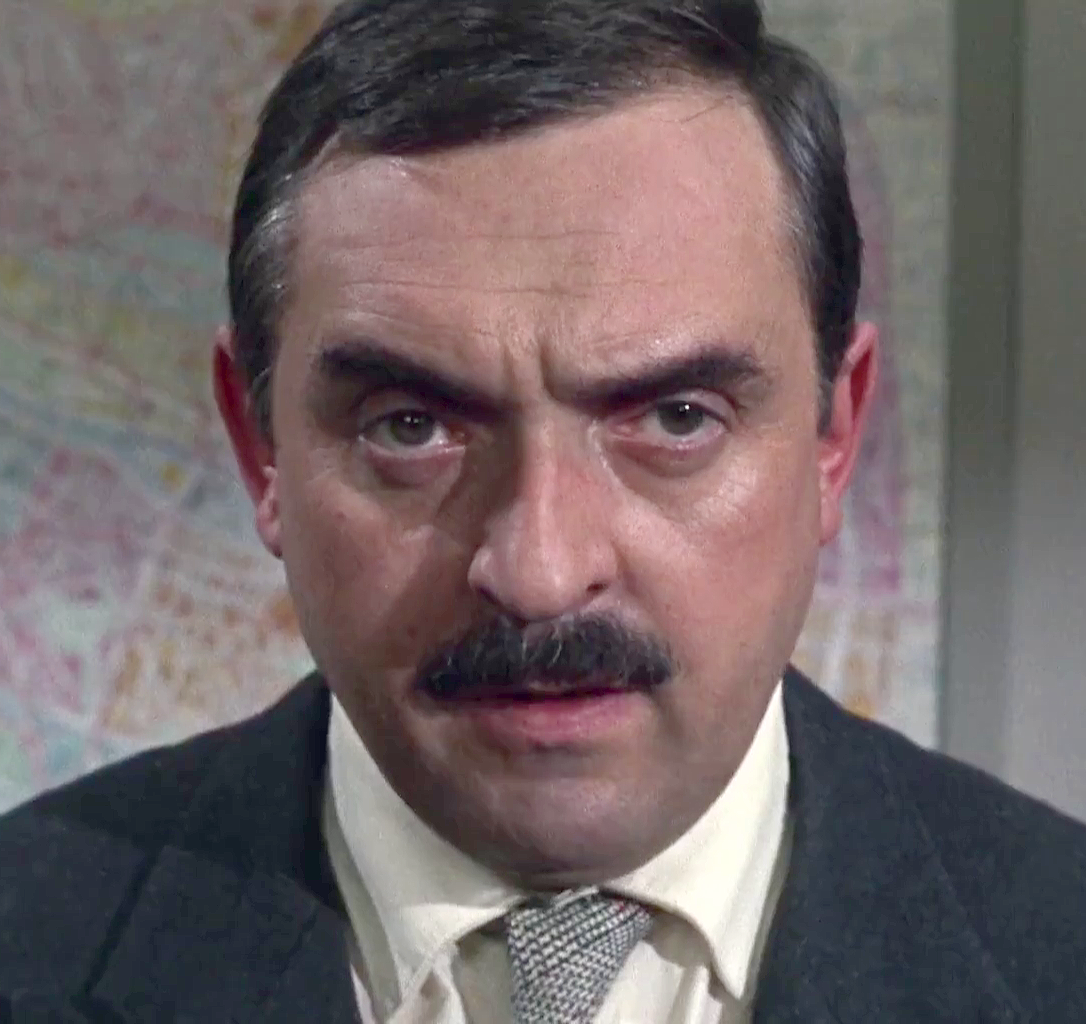

자크 마랭(프랑스어: Jacques Marin, 1919년 9월 9일 ~ 2001년 1월 10일)은 프랑스의 배우이다.
파리에서 태어났으며 칸에서 사망하였다. 사인은 심근 경색이다.

## 영화
- 깐느의 연인 (1991년)
- 달리는 사이먼 (1981년)
- 유럽 최고 요리사의 죽음 (1978년)
- 허비 - 몬테카를로에 가다 (1977년)
- 탈옥 (1976년)
- 마라톤 맨 (1976년)
- 크레이지 보이 - 홍콩 소동 (1975년)
- 형사 이야기 (1975년)
- 더 아일랜드 앳 더 톱 오브 더 월드 (1974년)
- 스파이 레이스 (1974년)
- 나우 웨어 디드 더 세븐스 컴퍼니 겟 투 (1973년)
- 밀애 (1970년)
- 세상에서 가장 오래된 직업 (1967, Le Plus Vieux Métier du monde)
- 백만달러의 사랑 (1966년)
- 로스트 코맨드 (1966년)
- 판토마 전광석화 (1965년)
- 치킨 (1965년)
- 8월의 파리 (1965년)
- 대열차 작전 (1964년) - 자끄 역
- 샤레이드 (1963년)
- 빅 겜블 (1961년)
- 크랙 인 더 미러 (1960년)
- 진실 (1960년)
- 위험한 고빗길 (1958년)
- 루츠 오브 헤븐 (1958년)
- 릴라의 문 (1957년)
- 더 트립 어크로스 파리 (1956년)
- 보통 사람들 (1955년)
- 프렌치 캉캉 (1954년)
- 금지된 장난 (1952년)